# Borges en El Hogar
Borges en El Hogar es una antología de los escritos críticos de Jorge Luis Borges publicados entre 1935 y 1958 en la revista argentina El Hogar.
Borges colaboró con El Hogar entre 1935 y 1958, y entre 1936 y 1939 estuvo a cargo de la sección Libros y autores extranjeros de la revista. Una antología de estas colaboraciones fue publicada con el título Textos cautivos en 1986, pero aproximadamente un tercio de esos escritos quedó sin recoger. Borges en el hogar reúne estos textos a los que se agregan varias encuestas y opiniones de Borges. 

León Bouché, un periodista muy conocido, amigo de Ulyses Petit de Murat y de Mastronardi, fue quien me dio trabajo en El Hogar. Bouché era el director, y era una persona muy cordial, un caballero. Me pagaban creo que treinta pesos por colaboración, y yo debía entregar dos veces por mes un par de páginas. La revista era un semanario social muy difundido y de bastante frivolidad; lo publicaba la editorial Haynes, que era muy importante en aquella época. Recuerdo que yo llevaba personalmente las colaboraciones hasta la calle Río de Janeiro, y allí me encontraba con un grupo de amigos que trabajan en esa empresa y luego solía acompañarlos a cenar y caminar por Buenos Aires.
Jorge Luis Borges, 1985.

El conjunto de las publicaciones en El Hogar es un buen muestrario de las curiosidades y estrategias de lectura de Borges: su atracción por formas literarias marginales como el relato fantástico y el policial; una mirada atenta sobre los contemporáneos, que lo lleva a descreer de supuestas nuevas generaciones y a recordar a poetas como Enrique Banchs, ignorado y apartado de toda escena; un severo juicio crítico, no exento de caprichos, que se propone guiar al lector, brindarle información y criterios de valor. En las biografías sintéticas se aprecian originales procedimientos de narrador, mientras que las reseñas ofrecen un riquísimo conjunto de ideas y ocurrencias, que introducen inesperadas y fulgurantes reflexiones literarias.